# Filelight
Filelight je analyzátor volného místa na disku pro prostředí KDE, zobrazující obsahy adresářů v podobě kruhových diagramů (viz screenshot). To je rozdíl oproti jiným nástrojům pro zobrazení obsazenosti disku (jako např. xdiskusage nebo KDirStat). Filelight je součástí balíčku KDE Extragear.